# 海南毛蕨
海南毛蕨（学名：Cyclosorus hainanensis），为金星蕨科毛蕨属下的一个植物种。
其种加词“hainanensis”意为“海南的”。